# Ernest II z Saksonii-Coburga-Gothy
Ernest August Karol Jan Leopold Aleksander Edward (ur. 21 czerwca 1818 w Coburgu, zm. 22 sierpnia 1893 w Reinhardsbrunn koło Gotha), drugi suwerenny władca niemieckiego księstwa Saksonia-Coburg-Gotha.

## Życiorys
Był najstarszym synem Ernesta I z Saksonii-Coburga-Gothy i Ludwiki z Saksonii-Gothy-Altenburga. Był starszym bratem księcia Alberta, męża Wiktorii, królowej Wielkiej Brytanii. Jego dzieciństwo, choć szczęśliwe, naznaczone zostało przez rozpad małżeństwa rodziców. Uwielbiał polować i strzelać. Wraz z młodszym bratem dzielił miłość do nauki i natury, a także namiętność do kolekcjonerstwa.
Podobnie jak ojciec był kobieciarzem. W wyniku licznych romansów zaraził się chorobą weneryczną. 3 maja 1842 w Karlsruhe ożenił się z księżniczką Aleksandryną Badeńską. Para nie miała dzieci.
W 1844 Ernest odziedziczył po swoim ojcu księstwo Saksonię-Coburg-Gotha. Ernest umarł bez potomków, jego brat Albert zmarł 30 lat wcześniej, więc księstwo odziedziczył bratanek Alfred, książę Edynburga. Starszy syn Alberta, przyszły król Edward VII, zrezygnował z księstwa.
Książę Ernest uważany był za wielkiego przyjaciela Stanów Zjednoczonych, podobnie jak jego brat Albert. Był jedynym władcą europejskim, który mianował konsula Skonfederowanych Stanów Ameryki.
Książę był kompozytorem amatorem.